# Isla de los Portugueses
La isla de los Portugueses (históricamente conocida como la isla de los Elefantes, en portugués: Ilha dos Portugueses; ilha dos Elefantes) es una pequeña isla situada a unos 200 metros al noroeste de la isla de la Inhaca, en la entrada de la bahía de Maputo, en el sur de Mozambique.
En la actualidad, la isla es un área de reserva, administrada por la Estación de Biología Marina de Inhaca. Además de ser una formación muy inestable, lo que la ha cambiado cada vez que hay un ciclón en la región, la isla tiene una pequeña laguna donde hay una formación de coral de gran belleza y relativamente protegida.
Históricamente, esta isla era importante porque era el lugar donde los comerciantes europeos intercambiaron sus mercancías por marfil, a partir del siglo XVI y hasta la construcción de muelles de Lourenço Marques, (actual Maputo) a finales del siglo XIX.
No existe ninguna documentación relativa al cambio de nombre, pero ambos términos están relacionados con su pasado "almacén" de negocios. El único edificio que existe en la isla, es donde se encuentran las ruinas de un antiguo hospital de leprosos.